# Rimons
Rimons település Franciaországban, Gironde megyében. Lakosainak száma 196 fő (2022. január 1.). Rimons Cazaugitat, Neuffons, Mesterrieux, Castelmoron-d’Albret, Caumont, Coutures, Landerrouet-sur-Ségur, Saint-Ferme és Saint-Martin-du-Puy községekkel határos.

## Népesség
A település népessége az elmúlt években az alábbi módon változott:
| Lakosok száma | 246  | 181  | 188  | 195  | 203  | 194  | 192  | 198  | 197  | 196  |
|               | 1968 | 1982 | 1990 | 2006 | 2013 | 2015 | 2017 | 2019 | 2020 | 2022 |